# دوميترو زاستيكو
دوميترو زاستيكو (بالرومانية: Dumitru Zastoico)‏ (مواليد 24 يوليو 1979) هو سبّاح مولدوفي، مثّل بلاده في الألعاب الأولمبية الصيفية 2000.

## روابط خارجية
دوميترو زاستيكو على موقع أوليمبيديا (الإنجليزية)